# André Korff
Pour les articles homonymes, voir Korff.
André Korff (né le 4 juin 1973 à Erfurt) est un coureur cycliste et entraineur allemand. Il est  professionnel de 1998 à 2008.

## Biographie

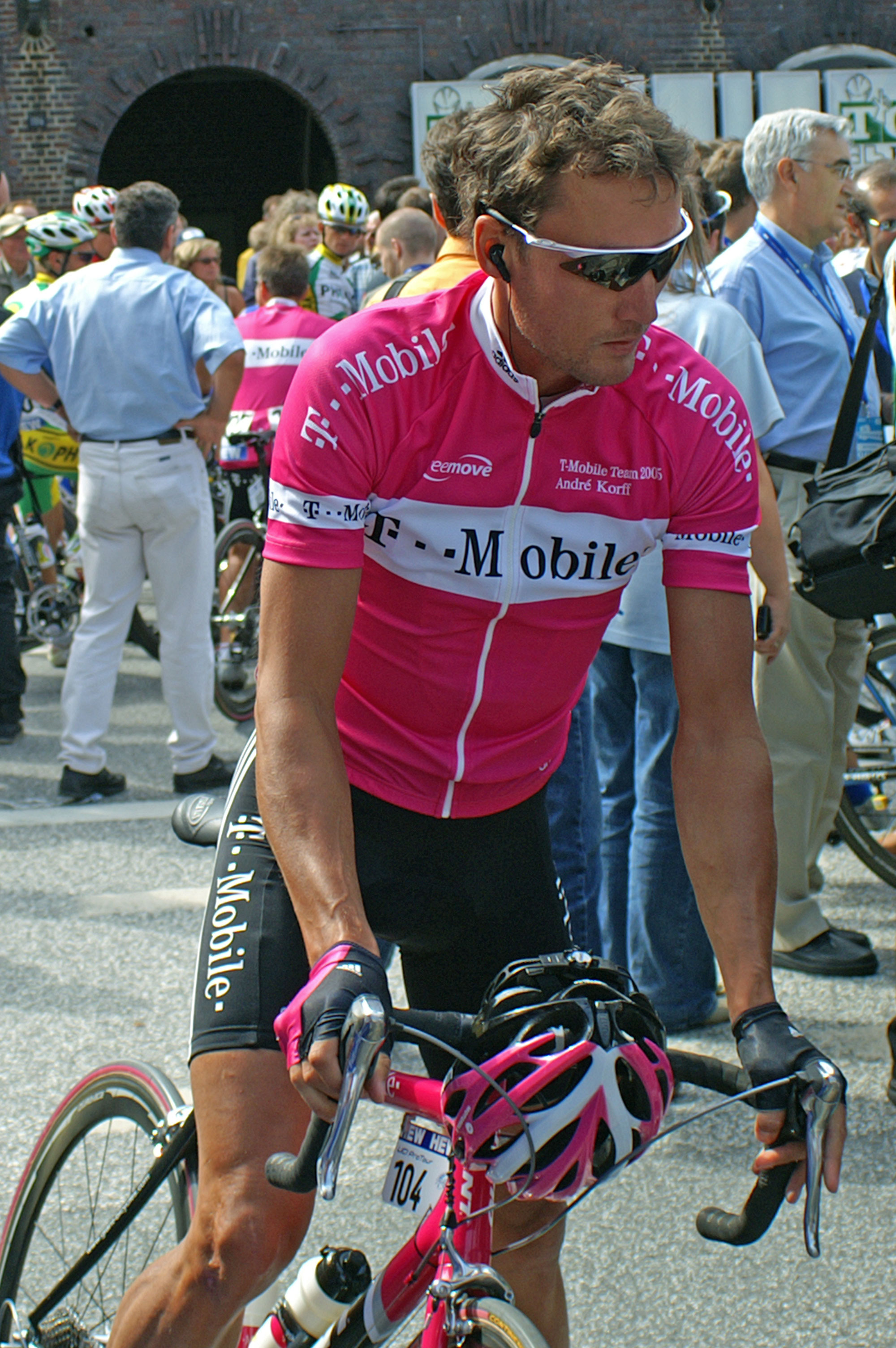
André Korff lors de la HEW Cyclassics 2005.

André Korff commence sa carrière professionnelle en 1998 dans l'équipe Festina. Il y effectue quatre saisons, remportant une victoire au Grand Prix Guillaume Tell. En 2002, il rejoint Team Coast, qui devient Team Bianchi durant l'année 2003. Après la disparition de cette formation, il accompagne à sa demande son leader Jan Ullrich à la T-Mobile. Il participe notamment à cinq grands tours avec cette équipe. Non-conservé à la fin de l'année 2007, il s'engage pour 2008 avec l'équipe autrichienne Volksbank et y effectue sa dernière saison en tant que coureur professionnel.
En 2013, il devient entraîneur de l'équipe féminine nationale allemande sur piste. Il remplace Ronny Lauke, entraîneur par intérim depuis la défection de Thomas Liese, malade, en mai 2012. En novembre 2018, il est victime d'une crise cardiaque. En janvier 2019, il est en mesure de reprendre son travail.
Son travail d'entraineur permet à l'équipe de poursuite féminine de remporter le titre olympique à Tokyo en août 2021.

## Palmarès
- 1997
  - 11e étape du Tour de Basse-Saxe
- 1998
  - 4e étape du Grand Prix Guillaume Tell
  - 9e de Paris-Tours
- 2004
  - 5e étape du Tour de Rhénanie-Palatinat
  - 3e du Tour de Nuremberg

## Résultats sur les grands tours

### Tour d'Espagne
- 2005 : 116e
- 2006 : abandon
- 2007 : 140e

### Tour d'Italie
- 2002 : 115e
- 2005 : 113e
- 2006 : abandon